# Łacinka
O alfabeto łacinka é uma variante do alfabeto latino utilizado para escrever o idioma bielorrusso. Os primeiros textos que o utilizavam apareceram no século XVI. Seu uso oficial terminou com a incorporação da Bielorrússia à União Soviética em 1921, e ao final da Segunda Guerra Mundial era praticamente inexistente.
Com a queda da União Soviética e a independência da Bielorrússia alguns grupos defenderam a volta do alfabeto łacinka, serm sucesso.
O alfabeto łacinka está relacionado com os atuais alfabetos polonês e lituano, sendo seu exemplo mais notável a letra Ŭ (U breve), que não se encontra em nenhum dos outros alfabetos, embora seja utilizado no esperanto.
O alfabeto łacinka é o seguinte:
| Maiúscula | Maiúscula | Maiúscula | Maiúscula | Maiúscula | Maiúscula | Maiúscula | Maiúscula | Maiúscula | Maiúscula | Maiúscula | Maiúscula | Maiúscula | Maiúscula | Maiúscula | Maiúscula | Maiúscula | Maiúscula | Maiúscula | Maiúscula | Maiúscula | Maiúscula | Maiúscula | Maiúscula | Maiúscula | Maiúscula | Maiúscula | Maiúscula | Maiúscula | Maiúscula | Maiúscula | Maiúscula | Maiúscula | Maiúscula | Maiúscula | Maiúscula |
| --------- | --------- | --------- | --------- | --------- | --------- | --------- | --------- | --------- | --------- | --------- | --------- | --------- | --------- | --------- | --------- | --------- | --------- | --------- | --------- | --------- | --------- | --------- | --------- | --------- | --------- | --------- | --------- | --------- | --------- | --------- | --------- | --------- | --------- | --------- | --------- |
| A         | B         | C         | Ć         | Č         | D         | Dz        | Dź        | Dž        | E         | F         | G         | H         | Ch        | I         | J         | K         | L         | Ł         | M         | N         | Ń         | O         | P         | R         | S         | Ś         | Š         | T         | U         | Ŭ         | X         | Y         | Z         | Ź         | Ž         |
| Minúscula |           |           |           |           |           |           |           |           |           |           |           |           |           |           |           |           |           |           |           |           |           |           |           |           |           |           |           |           |           |           |           |           |           |           |           |
| a         | b         | c         | ć         | č         | d         | dz        | dź        | dž        | e         | f         | g         | h         | ch        | i         | j         | k         | l         | ł         | m         | n         | ń         | o         | p         | r         | s         | ś         | š         | t         | u         | ŭ         | x         | y         | z         | ź         | ž         |